# So Happy I Could Die
«So Happy I Could Die» (рус. «Так счастлива, что могла бы умереть») — песня из третьего мини-альбома The Fame Monster, написана Леди Гагой, Space Cowboy, и RedOne. Эта песня написана под лейблами Interscope, Universal Music.

## О песне
So Happy I Could Die представляет страх наркомании и алкоголя. Песня прежде всего ссылается на «лавандовый парик» Гаги. So Happy I Could Die это синти-поп композиция, содержащая элементы европоп. В песне использован автотюн, для придания эха голосу Гаги. Структура песни напоминает Pocketful of Sunshine(2008) Наташи Бедингфилд. В конце августа 2012 года Гага через социальную Twitter сообщила, что песня была вдохновлена английской певицей Лили Аллен

## Критика
Песня была положительно воспринята критиками. Многие из них похвалили вокал и текст, написанный Гагой.
Пол Лестир из BBC описал песню как наглую «электро-европоп»-балладу.

## Исполнение вживую
Гага исполняла эту песню на определенных датах для первой части североамериканского турне The Monster Ball Tour. Затем она исполняла обновленную версию. Во время первой части она исполняла эту песню до «Teeth», одетая в чёрный корсет из кожи. На обновленной песне она надевает живое платье. После исполнения первого куплета она поднимается на платформе, чтобы аудитория могла видеть её ещё больше. Ближе к концу песни, она спускается на сцену, чтобы переодеться для следующей песни.

## Участники записи
- Леди Гага — вокал, автор песни, продюсер
- RedOne — автор, продюсер

Информация взята из официального буклета к альбому The Fame Monster.

## Чарты
| Чарт (2009)                     | Высшая Позиция |
| ------------------------------- | -------------- |
| Hungarian Singles Chart         | 10             |
| Швеция (Sverigetopplistan)      | 53             |
| Великобритания (OCC UK Singles) | 84             |